# Rhodogune de Parthie
Pour les articles homonymes, voir Rhodogune.
Rhodogune est une princesse parthe, fille du roi Mithridate Ier, qui règne de 171 à 138 av. J.-C., et sœur de Phraatès II qui règne de 138 à 127. Elle a été mariée au roi séleucide Démétrios II Nicator. Sa destinée a inspiré Corneille pour sa pièce Rodogune.

## Histoire
Le roi séleucide Démétrios II Nicator met à profit l'engagement de Mithridate Ier en Hyrcanie pour rassembler ses armées complétées par un contingent de mercenaires et envahir l'empire parthe. Séleucie du Tigre lui est livrée par la population grecque et le Séleucide s'avance ensuite vers l'est et la Médie. Les Parthes lui abandonnent la Perside et l'Élam, mais en profitent pour se fortifier. Le combat final intervient en août 140-139 et les Séleucides, vaincus et encerclés, doivent se rendre, leur roi en tête. Démétrios est traité avec bienveillance par Mithridate. Il l'exhibe à travers le pays qu'il a cherché à reprendre puis lui assigne comme résidence un palais en Hyrcanie. Il lui donne sa propre fille Rhodogune comme épouse. Le roi parthe ne survit pas à ce triomphe et disparaît en 139-138.  
Après la mort du roi parthe, Antiochos VII, frère et successeur de Démétrios qui a épousé Cléopâtre Théa, femme de Démétrios II, poussé par cette dernière, menace le nouveau roi Phraatès II d'envahir l'empire parthe afin d'obtenir la libération de son frère. Démétrios décide alors d'abandonner Rhodogune et, bien qu'elle lui ait donné des enfants après plusieurs tentatives infructueuses, il réussit à s'évader de sa prison dorée vers 131, peut-être avec l'accord tacite de Phraatès II désireux de rallumer un conflit dynastique en Syrie. Puis Démétrios regagne Antioche pendant que son frère périt dans son entreprise contre les Parthes. Démétrios reprend alors son règne interrompu.